# 아돌프 클링겔외페

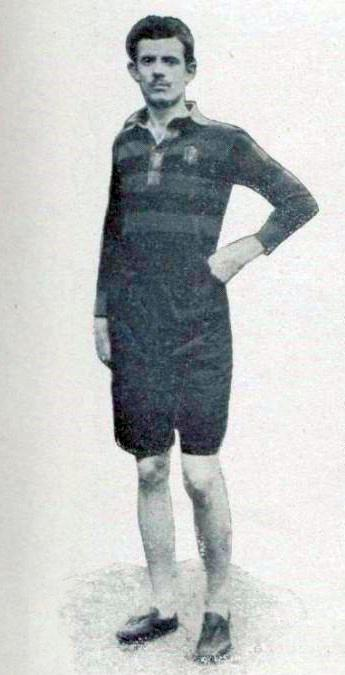

아돌프 크리스티아누 클링겔외페(프랑스어: Adolphe Christiano Klingelhoeffer )(1880년 5월 2일~1956년 12월 9일)는 프랑스의 육상 선수, 트랙 선수로 프랑스 파리에서 열린 1900년 하계 올림픽에 참가했다.
1880년 5월 2일 파리에서 브라질 외교관의 아들로 태어났다.
클링겔외퍼는 60m에 참가했으나 5명의 선수가 참가한 예선 경기에서 4위나 5위를 기록해서 결선 진출에 실패했다.
200m에서는 예선에서 3위를 기록해서 결선 진출에 실패했다.
클링겔외퍼는 110m 허들에도 출전했으나 예선 경기를 끝마치지 못했다.
이후 그는 1904년까지 프랑스 국내 허들 신기록을 세웠으며,
럭비 유니온에도 소질이 있어 라싱 클뢰브 드 프랑스에서 활동하며 1901-02시즌 프랑스 내셔널 럭비 유니온 선수권 대회에서 우승하였다.
그가 브라질 국적이었단 주장이 있지만 이는 현재까지도 불명이다.

## 참고 문헌
- De Wael, Herman. Herman's Full Olympians: "Athletics 1900". 2010년 9월 15일 확인, 컴퓨터로는  보관됨 2006-02-11 - 웨이백 머신에서 확인 가능.
- Mallon, Bill (1998). 《The 1900 Olympic Games, Results for All Competitors in All Events, with Commentary》. McFarland & Company, Inc., Publishers. ISBN 0-7864-0378-0.